# Copestylum brevivittatum
Copestylum brevivittatum är en tvåvingeart som först beskrevs av Charles Howard Curran 1930.  Copestylum brevivittatum ingår i släktet Copestylum och familjen blomflugor. Inga underarter finns listade i Catalogue of Life.